# مامیا رینزو
مامیا رینزو (به ژاپنی: 間宮 林蔵 Mamiya Rinzō)؛ ۱ ژانویهٔ ۱۷۸۰ – ۱۳ آوریل ۱۸۴۴) گردشگر، مکتشف جغرافیایی اهل ژاپن بود.